# Leporacanthicus triactis
Leporacanthicus triactis — вид риб з роду Leporacanthicus родини Лорікарієві ряду сомоподібні. Видова назва походить від грецьких слів treis, тобто «три», та aktis — «промені».

## Опис
Загальна довжина сягає 24,7 см. Спостерігається статевий диморфізм: самці дещо більші самиць. Голова доволі широка й видовжена в області морди, з роговими виступами у передній частині. Рот мають вигляд присоски з 2 рядками зубів. На верхній щелепі присутні 2 довгих зуба. За це ці риби дістали іншу назву. Очі великі. Тулуб витягнутий, вкритий рядками великих кісткових пластинок, окрім черева. Черево самиць більш округле. Спинний плавець великий, вітрилоподібний. Жировий плавець маленький. Грудні плавці широкі. Анальний плавець довгий, за розміром дещо більше за жировий. Передні промені грудних і анального плавців сильно потовщені й вкриті дрібними колючками. Хвостовий плавець широкий, прямий, усічений.
Забарвлення в залежності від статі та віку може бути коричневого, сірого, до вугільно-чорного кольору з темними плямами. Має 3 яскравих плям, на кожному з непарних плавців є пляма жовтого, помаранчевого або червоного кольору. Спинний і хвостовий плавці помаранчевої тональності з чорними плямами або помаранчевий колір поширюється по всьому спинному плавцю. При збудженому стані помаранчевий стає червоним.

## Спосіб життя
Є демерсальною рибою. Зустрічається на швидкій течії. Доволі агресивна риба. Вдень ховається у печерках, порожнинах, серед корчів. Активна в присмерку та вночі. Живляться равликами, двостулковими, креветками, хробаками, личинками, а також водоростями і детритом.

## Розповсюдження
Мешкає в басейні річки Оріноко (Венесуела, Колумбія).